# Peñaflor (kommun i Chile)
Peñaflor är en kommun i Chile.   Den ligger i provinsen Provincia de Talagante och regionen Región Metropolitana de Santiago, i den södra delen av landet, 28 km sydväst om huvudstaden Santiago de Chile.
Runt Peñaflor är det i huvudsak tätbebyggt. Runt Peñaflor är det tätbefolkat, med 266 invånare per kvadratkilometer.